# قنطرة كبيرة
قنطرة كبيرة قرية سوريّة تتبع إداريّاً لمحافظة حلب منطقة جرابلس ناحية غندورة، بلغ تعداد سكانها 254 نسمة حسب التعداد السكاني لعام 2004.